# Crepidium latisepalum
Crepidium latisepalum là một loài thực vật có hoa trong họ Lan. Loài này được (Rolfe) M.A.Clem. & D.L.Jones mô tả khoa học đầu tiên năm 1996.